# 鹿屋中央高等学校
鹿屋中央高等学校（かのやちゅうおうこうとうがっこう）は、鹿児島県鹿屋市にある私立の高等学校。1968年（昭和43年）、商業高等学校として創立した。学校の設置者は学校法人前田学園。

## 概要
略称は「鹿屋中央」のほかに、主に大隅半島では「中央」と呼ばれている（なお県内で他に「中央」を含む高等学校は鹿児島中央高校、出水中央、薩摩中央、国分中央、種子島中央の5校がある）。

### 学科
- 人間科学科
  - 文理コース（男女）
  - 進学コース（男女）
  - 体育コース（男女）（硬式野球部、女子バレーボール部、レスリング部、剣道部）
  - 教養コース（男女）
  - 調理コース（男）
  - 食物コース（女）

## 沿革

### 年表
- 1968年（昭和43年） - 4月、「鹿屋商業高等学校」として創立。
- 1969年 - 4月、校歌を制定。
- 1981年 - 4月、調理科を設置。
- 1983年 - 4月、「鹿屋中央高等学校」に改称（現校名）。普通科・医業業務科を設置。
- 2003年（平成15年） - 普通・商業・医療事務・調理の4学科を統合し、人間科学科を新設。

## 基礎データ

### 交通アクセス
鉄道
- JR九州 日南線 志布志駅より西へ約26km（徒歩で約5時間30分）

## 部活動
バレーボール部は2006年の高校総体で優勝している。硬式野球部は2014年夏（第96回）に大隅半島からは初めての夏の甲子園へ出場している。

### 運動部
- バレーボール（女子）★ - 旧春の高校バレー 3回出場、春の高校バレー 5回出場、高校総体 5回出場
- 硬式野球★ - 全国高等学校野球選手権大会 1回出場
- レスリング
- 剣道★
- 弓道
- サッカー（男子）★
- 硬式テニス
- 女子ソフトテニス
- バドミントン
- 卓球
- ソフトボール（女子）★
- バスケットボール
- 空手

### 文化部
- 吹奏楽★
- 書道
- 放送
- 調理クラブ
- IT
- 簿記
- 文芸同好会
- インターアクトクラブ

★は強化指定部

## 不祥事

### 硬式野球部で暴力いじめ退学
硬式野球部で2014年（平成26年）5月から8月にかけ部内で暴力があり、部員の2年生5人が部員の1年生1人を平手で叩く蹴るなど行い、1年生は退学した。この事件を日本高野連は悪質ないじめと判断した。いじめた側の2年生には秋の大会に出場した部員もいた。

## 著名な出身者

### 高校関係者組織
- 鹿児島県鹿児島中央高等学校 同窓会 - 同窓会。固有の団体名は無し

### 高校関係者一覧
スポーツ
- 上屋敷綾（元バレーボール選手 JTマーヴェラス所属）
- 亀山努（元プロ野球選手）
- 亀山忍（俳優、タレント）
- 新鍋理沙（元バレーボール選手 久光製薬スプリングス所属）
- 戸柱恭孝（プロ野球選手）
- 福倉健太郎（元プロ野球選手）
- 別府修作（元プロ野球選手）
- 松山竜平（プロ野球選手）
- 鈴木勇斗（プロ野球選手）
- 村山源（プロ野球選手）